# Brodard & Taupin
Pour les articles homonymes, voir Brodard et Taupin.
Brodard & Taupin est une société d’imprimerie, résultant de la réunion des imprimeries Brodard et des Ateliers Joseph Taupin en 1923, installée à La Flèche depuis 1967. Elle est reprise par le groupe CPI en 1998.

## Histoire
La maison Brodard a été fondée avant 1858 à Coulommiers en Seine-et-Marne par Paul Auguste Brodard (Villeneuve-sur-Bellot 1837 - Coulommiers 1908). De la simple presse à bras des débuts, l’entreprise se développe rapidement. En 1900, elle compte ainsi 240 employés dont 101 femmes. Paul Auguste Brodard est devenu un notable important, élu maire de Coulommiers en 1896 – une position qu’il occupe jusqu’à sa mort en 1908. C’est son fils Paul René Brodard (Coulommiers 1865 - Coulommiers 1929) qui reprend alors les rênes de l’entreprise. En 1923, il s’associe avec Joseph Taupin, avec lequel un intermédiaire de la maison Hachette l’a mis en contact.
Joseph Taupin, issu d’une famille de notaires et d’officiers mais séduit par l’industrie, avait repris en 1908 une petite société de brochage et de cartonnage de livre sise à Paris, rue Saint-Amand dans le 15e arrondissement. Il a considérablement développé et modernisé son entreprise, en s’assurant de gros contrats comme le cartonnage de La Revue des Deux Mondes, ou de catalogues de grands magasins.
En 1923, les deux entreprises deviennent donc la "Société Imprimerie Brodard et Ateliers Joseph Taupin Réunis". Les deux patrons ont des idées sociales similaires, dans la veine du paternalisme industriel qui séduisait alors une partie du patronat. Les ouvriers et ouvrières bénéficient ainsi d’un programme d’aide sociale et sanitaire qui dépasse largement les obligations du moment : crèche et garderie dans l’entreprise,  aides financières lors des événements familiaux, et dès la Libération présence permanente d’un médecin du travail et d’infirmières, etc. Cette tradition a perduré jusqu’à la fin de la maison Brodard & Taupin.
La fusion en 1923 marque également une nouvelle ère, grâce à la signature d’un contrat avec la maison Hachette. Brodard & Taupin se spécialise alors dans la production des livres scolaires publiés par l’éditeur. L’établissement de Coulommiers compte alors 30 presses typographiques, qui couplées aux ateliers de couture et de brochage de l’établissement parisien permettent de produire 27 000 livres par jour. La maison Brodard & Taupin s’assure même une clientèle internationale : en 1927, elle exporte ainsi deux millions de livres vers l’Europe (Allemagne, Angleterre, Espagne, Portugal, Tchécoslovaquie), la Turquie ou l’Amérique du Sud. Cette expansion de l’activité s’accompagne naturellement d’un agrandissement des locaux. À la mort soudaine de Paul René Brodard en 1929, Joseph Taupin prend la direction.
La Seconde Guerre mondiale est une période difficile pour l’entreprise. Celle-ci, ayant accepté de produire des livres scolaires pour les écoles allemandes, bénéficie de ressources pour la production, et nombre de ses ouvriers échappent au service du travail obligatoire en Allemagne. Dans le même temps, le « Comité social » de l’entreprise aide de son mieux les prisonniers et met à disposition de ses employés des jardins ouvriers à Sceaux.
C’est après la Libération que Brodard & Taupin prend son véritable essor, tout spécialement avec la création par Hachette du Livre de Poche, dont l’entreprise a assuré la production de sa création en 1953 jusqu’en 2007.  L’entreprise mise toujours sur la modernisation et investit dans les machines les plus innovantes. Cette stratégie paie : à son apogée en 1966 l’unité de Coulommiers compte à elle seule plus de 600 employés. En 1967, l'usine Brodard & Taupin quitte Paris et s’installe à La Flèche, dans la Sarthe.
Avec les années 1970, l’entreprise subit comme beaucoup d’autres la crise, qui marque le début d’un déclin de l’activité, dans un contexte de difficultés générales du secteur de l’imprimerie. Celui-ci se poursuit, jusqu’à ce qu’en 2007 la non-reconduction du contrat avec Hachette porte un coup fatal à l’entreprise. Malgré une tentative de redressement grâce à l’impression des annuaires Pages Jaunes, la situation empire et les grèves se succèdent, suivi d’un plan social en mars 2010, qui ne parvient pas à redresser la situation de l’entreprise. Brodard Graphique, l'unité de Coulommiers ferme ses portes le 16 juillet 2010.
Brodard & Taupin est reprise par le groupe CPI en 1998. L'imprimerie de La Flèche est l'une des quatre imprimeries de ce groupe en France.